# Péter Gárdos

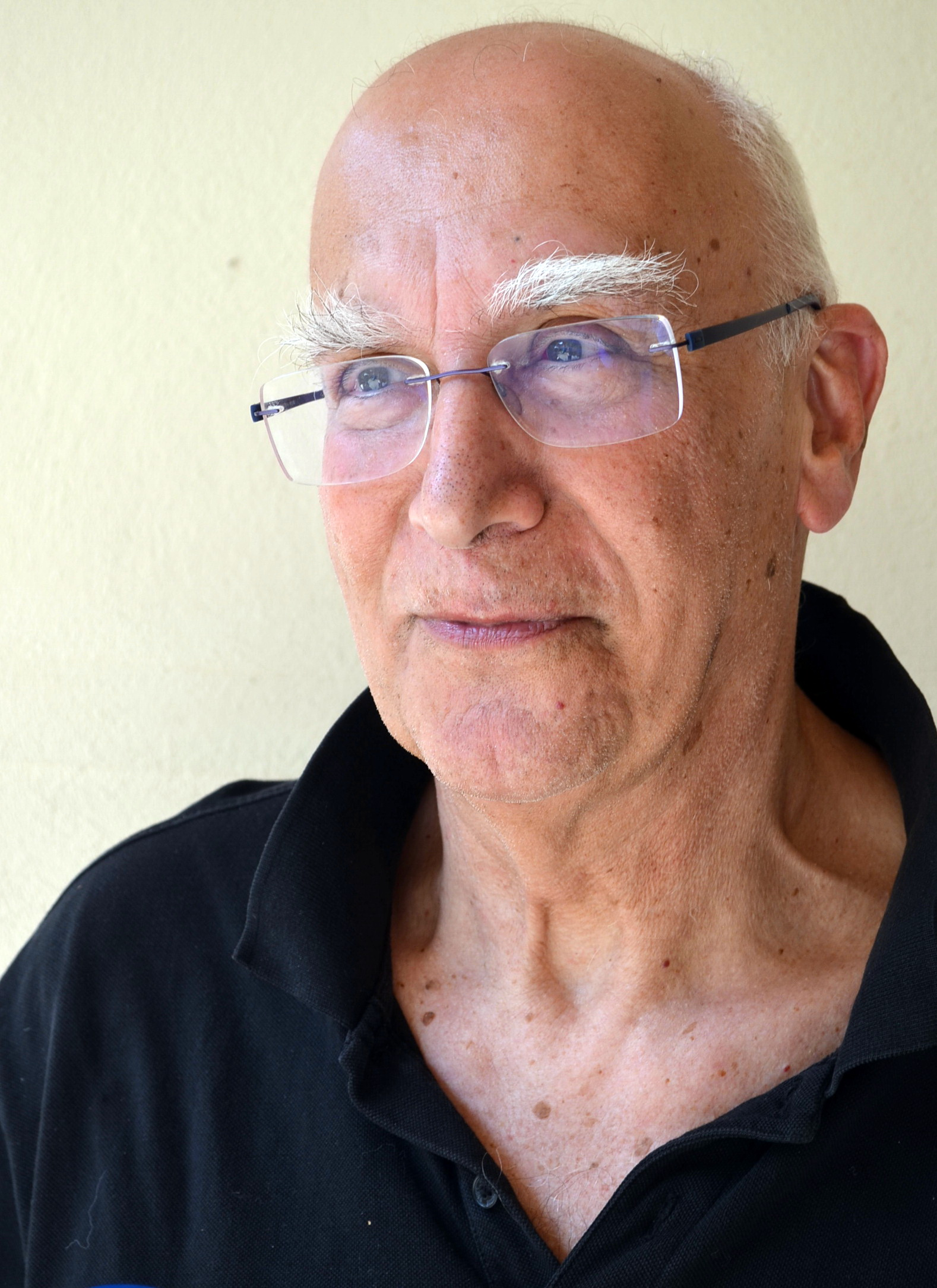
Péter Gárdos

Péter Gárdos (geboren  8. Juni 1948 in Budapest) ist ein ungarischer Dokumentarfilmer und Romanautor. 

## Leben
Péter Gárdos ist das Kind der Debrecener Holocaust-Überlebenden Agnes und Miklós Gárdos, die 1946 heirateten. Miklós Gárdos arbeitete später als Journalist. Nach dem Studium an der Eötvös-Loránd-Universität erhielt Péter Gárdos eine Stelle beim ungarischen staatlichen Nachrichten- und Dokumentarfilmstudio MAFILM Híradó- és Dokumentumfilm Stúdiójában als Regieassistent und wurde dort Regisseur. Gárdos hat eine große Anzahl von Dokumentarfilmen produziert. Noch in der Zeit des Kommunismus drehte er 1986 den Film Szamárköhögés über die niedergeschlagene ungarische Revolution von 1956.
Gárdos erhielt verschiedene Auszeichnungen, darunter 1989 den Balázs Béla-díj. Er hat 2014 einen Roman über das Überleben seiner Eltern geschrieben und das Buch auch selbst verfilmt.  

## Werke (Auswahl)
- Fieber am Morgen : Roman. Aus dem Ungarischen von Timea Tankó. Hoffmann und Campe 2015, ISBN 978-3-455-40557-6.